# コロミエ
コロミエ （Colomiers）は、フランス、オクシタニー地域圏、オート＝ガロンヌ県のコミューン。

## 地理
トゥールーズの西側に接する郊外都市で、自治体間連合グラン・トゥールーズの一員である。

## 歴史
コロミエの領域には旧石器時代に既に人が定住していた。この時代の発掘品がトゥールーズの博物館に展示されている。
土地と司法権はトゥールーズ伯爵に依存した。トゥールーズ伯レーモン4世が十字軍参加のため出立すると、ボルドー伯ギヨームがトゥールーズを取った。彼はトゥールーズのサン＝セルナン修道院の支援を行っていたため、特別に司法権を修道院に半分与えた。この土地の名が初めて登場するのは1071年である。ハト小屋（Colombier）に由来していると考えられている。修道院と、地元一族との土地をめぐる争いの後、修道院は1200年頃に自身が所有するコロミエの荘園をトゥールーズの一族へ売却した。現在も、コロミエを含むガロンヌ川の段丘地帯にサンティアゴ・デ・コンポステーラの巡礼路が通っている。サン＝ジャック病院は巡礼者を受け入れていたようである。1313年のコロミエは、トゥールーズ伯の権利を継承したフランス王と、トゥールーズの富裕な家系（大半がトゥールーズ市政を司るカピトゥル（fr））が共同領主となっていた。農村はサント・ラドグンド教会と共同領主の砦を中心に築かれていた。
フランス革命は共同領主制を廃し、教区を分断し、コミューンを敗北させた。
1830年代、トゥールーズのブルジョワ階級たちはコロミエに所有する夏の別荘へやってきて、自らの得意分野を最大限に追及し始めた。市議会を民主化し、自らの税負担を軽くし、村を強化しようとした。一方で、カトリックの多い農村部の人々は保守的で教区を維持したがった。他に、共和制派の職人たちはコミューンと普通教育を守ろうとしていた。フランス第二帝政から19世紀末まで、農業が主体の町でありながら、鉄道敷設により工業が導入され、教育や社会福祉が発展した。

## 経済
経済は主として航空関連業界や、ビジネスパークを通じた第三次産業からなっている。コミューン北東部の航空業ゾーンにはエアバス社とEADS社がある。

## スポーツ
- USコロミエ